# Oscaruddelingen 1944
Oscaruddelingen 1944 var den 16. oscaruddeling, hvor de bedste film fra 1943 blev hædret af Academy of Motion Picture Arts and Sciences. Uddelingen fandt sted 2. marts på Grauman's Chinese Theatre i Los Angeles, USA. Det var første gang uddelingen fandt sted på et offentligt teater, og der blev givet fribilletter til mænd og kvinder i uniform. 
For første gang blev vinderne i bedste mandlige- og kvindelige birolle tildelt en oscarstatuette.
Dette var sidste gang indtil 2009, at der var ti nominerede i kategorien bedste film. 

## Priser
| Bedste Film | Bedste Instruktør |
| --- | --- |
| - Casablanca - Hvem ringer klokkerne for? - Himlen må vente - Sådan er livet - Havet er vores skæbne - Madame Curie - Jo mere vi er sammen - De døde ved daggry - Sangen om Bernadette - Watch on the Rhine | - Michael Curtiz – Casablanca - George Stevens – Jo mere vi er sammen - Ernst Lubitsch – Himlen kan vente - Henry King – Sangen om Bernadette - Clarence Brown – Sådan er livet |
| Bedste Mandlige Hovedrolle | Bedste Kvindelige Hovedrolle |
| - Paul Lukas – Watch on the Rhine - Humphrey Bogart – Casablanca - Gary Cooper – Hvem ringer klokkerne for? - Walter Pidgeon – Madame Curie - Mickey Rooney – Sådan er livet | - Jennifer Jones – Sangen om Bernadette - Ingrid Bergman – Hvem ringer klokkerne for? - Jean Arthur – Jo mere vi er sammen - Joan Fontaine – De uberørte - Greer Garson – Madame Curie |
| Bedste Mandlige Birolle | Bedste Kvindelige Birolle |
| - Charles Coburn – Jo mere vi er sammen - Akim Tamiroff – Hvem ringer klokkerne for? - Claude Rains – Casablanca - Charles Bickford – Sangen om Bernadette - J. Carrol Naish – Sahara | - Katina Paxinou – Hvem ringer klokkerne for? - Lucile Watson – Watch on the Rhine - Paulette Goddard – Døtre af U.S.A. - Gladys Cooper – Sangen om Bernadette - Anne Revere – Sangen om Bernadette |
| Bedste Originale Manuskript | Bedste Filmatisering |
| - Princess O'Rourke – Norman Krasna - Havet er vores skæbne – Noël Coward - Nordstjernen – Lillian Hellman - Amerikas luftvåben – Dudley Nichols - Døtre af U.S.A. – Allan Scott | - Casablanca – Julius J. Epstein, Philip G. Epstein og Howard Koch, - Watch on the Rhine – Lillian Hellman og Dashiell Hammett - Holy Matrimony – Nunnally Johnson - Jo mere vi er sammen – Richard Flournoy, Lewis R. Foster, Frank Ross og Robert Russell - The Song of Bernadette – George Seaton |
| Bedste Historie | Bedste Dokumentar |
| - Sådan er livet – William Saroyan - I tvivlens skygge – Thornton Wilder - Jo mere vi er sammen – Robert Russell og Frank Ross - Til sidste torpedo – Steve Fisher - Konvoj over Nordatlanten – Guy Gilpatric | - Desert Victory - Baptism of Fire - The Battle of Russia - Report from the Aleutians - War Department Report - For God and Country - The Silent Village - We've Come a Long Way |
| Bedste Korte Dokumentar | Bedste Korte Animationsfilm |
| - December 7th - Children of Mars - Plan for Destruction - Swedes in America - To the People of the United States - Tomorrow We Fly - Youth in Crisis | - Yankee Doodle Mouse - The Dizzy Acrobat - The 500 Hats of Bartholomew Cubbins - Greetings, Bait! - Imagination - Reason and Emotion |
| Bedste Kortfilm, One-Reel | Bedste Kortfilm, Two-Reel |
| - Amphibious Fighters – Grantland Rice - Cavalcade of Dance With Veloz and Yolanda – Gordon Hollingshead - Champions Carry On – Edmund Reek - Hollywood in Uniform – Ralph Staub - Seeing Hands – Pete Smith | - Heavenly Music – Jerry Bresler og Sam Coslow - Letter to a Hero – Frederic Ullman, Jr. - Mardi Gras – Walter MacEwen - Women at War – Gordon Hollingshead |
| Bedste Dramatiske Musik | Bedste Musical Musik |
| - Sangen om Bernadette – Alfred Newman - The Fallen Sparrow – Constantin Bakaleinikoff og Roy Webb - Hi Diddle Diddle – Philip Boutelje - Sheriffen fra Kansas – Gerard Carbonara - Nordstjernen – Aaron Copland - Bødler dør også – Hanns Eisler - Commandos Strike at Dawn – Louis Gruenberg og Morris Stoloff - Dagens mand – Leigh Harline - Mord i balletten – Arthur Lange - Victory Through Air Power – Edward H. Plumb, Paul J. Smith og Oliver Wallace - The Amazing Mrs. Holliday – Hans J. Salter og Frank Skinner - Kampen om olien – Walter Scharf - Casablanca – Max Steiner - Madame Curie – Herbert Stothart - The Moon and Sixpence – Dimitri Tiomkin - Hvem ringer klokkerne for? – Victor Young | - This Is the Army – Ray Heindorf - Gutter på landlov – Robert Emmett Dolan - Op i det blå – Leigh Harline - Coney Island – Alfred Newman - Saludos Amigos – Edward H. Plumb, Paul J. Smith og Charles Wolcott - Vi mødes på Broadway – Frederic E. Rich - Hit Parade of 1943 – Walter Scharf - Halløj på Broadway – Morris Stoloff - Kærlighed og musik – Herbert Stothart - Spøgelset i operaen – Edward Ward |
| Bedste Sang | Bedste Lydoptagelse |
| - "You'll Never Know" fra Hello, Frisco, Hello – Musik af Harry Warren; Tekst af Mack Gordon - "That Old Black Magic" fra Gutter på landlov – Musik af Harold Arlen; Tekst af Johnny Mercer - "A Change of Heart" fra Hit Parade of 1943 – Musik af Jule Styne; Tekst af Harold Adamson - "Happiness is a Thing Called Joe" fra Hytten i himlen – Musik af Harold Arlen; Tekst af E. Y. Harburg - "My Shining Hour" fra Op i det blå – Musik af Harold Arlen; Tekst af Johnny Mercer - "Saludos Amigos" fra Saludos Amigos – Musik af Charles Wolcott; Tekst af Ned Washington - "Say a Pray'r for the Boys Over There" fra Hers to Hold – Musik af Jimmy McHugh; Tekst af Herb Magidson - "They're Either Too Young or Too Old" fra Lykkestjernen – Musik af Arthur Schwartz; Tekst af Frank Loesser - "We Mustn't Say Goodbye" from Vi mødes på Broadway – Musik af James Monaco; Tekst af Al Dubin - "You'd Be So Nice to Come Home To" fra Halløj på Broadway – Music and Lyric by Cole Porter | - This Land Is Mine – Stephen Dunn, RKO Radio Studio Sound Department - Sahara – John Livadary, Columbia Studio Sound Department - Madame Curie – Douglas Shearer, MGM Studio Sound Department - Riding High – Loren L. Ryder, Paramount Studio Sound Department - So This Is Washington – J. L. Fields, RCA Sound - Kampen om olien – Daniel J. Bloomberg, Republic Studio Sound Department - Nordstjernen – Thomas T. Moulton, Samuel Goldwyn Studio Sound Department - Bødler dør også – Jack Whitney, Sound Service, Inc. - Sangen om Bernadette – E. H. Hansen, Fox Studio Sound Department - Spøgelset i operaen – Bernard B. Brown, Universal Studio Sound Department - Saludos Amigos – C. O. Slyfield, Walt Disney Studio Sound Department - This Is the Army – Nathan Levinson, Warner Bros. Studio Sound Department |
| Bedste Scenografi, Sort og Hvid | Bedste Scenografi, Farver |
| - Sangen om Bernadette – James Basevi, William S. Darling og Thomas Little - Flight for Freedom – Albert S. D'Agostino, Carroll Clark, Darrell Silvera og Harley Miller - Ørkenens hemmelighed – Hans Dreier, Ernst Fegte og Bertram Granger - Nordstjernen – Perry Ferguson og Howard Bristol - Madame Curie – Cedric Gibbons, Paul Groesse, Edwin B. Willis og Hugh Hunt - Mission to Moscow – Carl Weyl og George J. Hopkins | - Spøgelset fra operaen – Alexander Golitzen, John B. Goodman, Russell A. Gausman og Ira S. Webb - The Gang's All Here – James Basevi, Joseph C. Wright og Thomas Little - Hvem ringer klokkerne for? – Hans Dreier, Haldane Douglas og Bertram Granger - Kærlighed og musik – Cedric Gibbons, Daniel Cathcart, Edwin B. Willis og Jacques Mersereau - This Is the Army – John Hughes, Lt. John Koenig og George J. Hopkins |
| Bedste Fotografering, Sort og Hvid | Bedste Fotografering, Farver |
| - Sangen om Bernadette – Arthur C. Miller - Casablanca – Arthur Edeson - Corvette K-225 – Tony Gaudio - Nordstjernen – James Wong Howe - Amerikas luftvåben – James Wong Howe, Elmer Dyer og Charles A. Marshall - Døtre af U.S.A. – Charles Lang - Sahara – Rudolph Maté - Madame Curie – Joseph Ruttenberg - Ørkenens hemmelighed – John Seitz - Sådan er livet – Harry Stradling | - Spøgelset i operaen – Hal Mohr og W. Howard Greene - Hello, Frisco, Hello – Charles G. Clarke and Allen Davey - Himlen må vente – Edward Cronjager - Kærlighed og musik – George Folsey - Hvem ringer klokkerne for? – Ray Rennahan - Lassie Come Home – Leonard Smith |
| Bedste Klipning | Bedste Visuelle Effekter |
| - Amerikas luftvåben – George Amy - Ørkenens hemmelighed – Doane Harrison - Casablanca – Owen Marks - Sangen om Bernadette – Barbara McLean - Hvem ringer klokkerne for? – Sherman Todd og John Link | - Dybets helte – Fred Sersen og Roger Heman - Døtre af U.S.A. – Farciot Edouart, Gordon Jennings og George Dutton - Stand By for Action – A. Arnold Gillespie, Donald Jahraus og Michael Steinore - Amerikas luftvåben – Hans Koenekamp, Rex Wimpy og Nathan Levinson - Nordstjernen – Clarence Slifer, R. O. Binger og Thomas T. Moulton - Bombe-eskadrille B-19 – Vernon L. Walker, James G. Stewart og Roy Granville |

### Æresprise
- George Pal

### Irving G. Thalberg
- Hal B. Wallis

## Ekstern henvisning
- Oscars Legacys hjemmeside